# ماریسول آیوسو
ماریسول آیوسو (انگلیسی: Marisol Ayuso؛ زادهٔ ۱۹ مهٔ ۱۹۴۳) بازیگر اهل اسپانیا است.
از فیلم‌ها یا برنامه‌های تلویزیونی که وی در آن نقش داشته‌است، می‌توان به خون‌آشام‌های ۱۹۳۰، ابله تمام‌عیار و امکانش هست؟ اشاره کرد.